# Ole Fogh
Ole Fogh (født 2. januar 1934 i Hammel, død 1. december 2021) var en dansk forhenværende officer.
Han blev udlært kommis i 1953 og meldte sig året efter til Flyvevåbnet, hvor han blev uddannet pilot i Avnø og i Canada. Fra 1958 til 1962 gennemgik han Flyvevåbnets Officersskole og fik en stabsuddannelse ved Royal Air Force Staff College. Ole Fogh blev tilknyttet Forsvarsstabens Langtidsplanlægningsgruppe og Flyvertaktisk Kommando og var i perioder i praktisk tjeneste ved kampflyenheder. Han avancerede til chef for Flyvestation Karup, stabschef ved Flyvertaktisk Kommando, generalmajor, chef for Forsvarsstabens Operations- og Planlægningsstab og var slutteligt chef for Flyvertaktisk Kommando, indtil han fik sin afsked i 1994.
Ole Fogh blev derpå ansat som Director of Business Development Electronics Warfare System i våbensystem-virksomheden Terma, hvorfra han først lod sig pensionere i 2013. Han har også været Dansk Industris repræsentant i NATO.
Ole Foghs karriereskift har været et af flere eksempler på officerer i mulige dobbeltroller mellem Forsvaret og erhvervslivet, og denne praksis er blevet mødt med bekymring og kritik fra politisk side.

## Dekorationer
- Kommandør af 1. grad af Dannebrogordenen (1. oktober 1993)
- Medaljen for Udmærket Lufttjeneste (27. august 1984)
- Hæderstegnet for god tjeneste ved Flyvevåbnet
- Victoriaordenen (løjtnant, LVO)